# Kobiecy Klub Zbrodni (serial telewizyjny)
Kobiecy Klub Zbrodni (ang. Women’s Murder Club, 2007–2008) – amerykański serial dramatyczny, który powstał w oparciu o serię bestsellerowych thrillerów, autorstwa Jamesa Pattersona o tym samym tytule.

## Fabuła
Inspektor Lindsay (Angie Harmon), lekarz sądowy Claire (Paula Newsome), prokurator Jill (Laura Harris) i dziennikarka Cindy (Aubrey Dollar) wspólnie i z niebywałym zaangażowaniem rozwiązują zagadki kryminalne w San Francisco.

## Obsada
- Angie Harmon jako Lindsay Boxer
- Paula Newsome jako Claire Washburn
- Laura Harris jako Jill Bernhardt
- Aubrey Dollar jako Cindy Thomas
- Tyrees Allen jako Warren Jacobi
- Rob Estes jako Tom Hogan
- Rob Benedict jako Owen
- Coby Ryan McLaughin jako Luke Bowen
- Jonathan Adams jako Ed Washburn
- Ever Carradine jako Heather Donnelly
- Kyle Secor jako Hanson North
- Drew Matthews jako Nate Washburn
- Joel Gretsch jako Pete Raynor
- Gerald McRaney jako Martin Boxer

## Nagrody
People’s Choice 2008
- nominacja: ulubiony nowy dramat telewizyjny

Amerykańskie Stowarzyszenie Operatorów Filmowych 2008
- nominacja: najlepsze zdjęcia do odcinka serialu − John Fleckenstein za odcinek "Welcome to the Club"